# Tomasz Jeż
Tomasz Miłosław Jeż (ur. 1973) – polski muzykolog, profesor w Instytucie Muzykologii UW. Zajmuje się kwestią recepcji repertuaru w źródłach muzycznych XVI i XVII w., opracowuje krytyczne edycje utworów w ramach redagowanej przez siebie serii Fontes Musicae in Polonia (wydał do tej pory m.in. utwory Martina Kretzmera, Georga Brauna, Nicolausa Frölicha, Johanna Fabera i Antona Weiganga). 
Doktoryzował się na podstawie rozprawy Madrygał w Europie północno-wschodniej. Dokumentacja – recepcja – przeobrażenia gatunku pisanej pod kierunkiem prof. dr. hab. Mirosława Perza (2001). Habilitację uzyskał na podstawie książki Kultura muzyczna jezuitów na Śląsku i ziemi kłodzkiej (1581–1776) (2013). Po obublikowaniu monografii pt. Śląska republika muzyki. Muzyczne imaginaria nadodrzańskich humanistów (2024) otrzymał nominację profesorską w dyscyplinie nauki o sztuce.

## Wybór publikacji naukowych
- Madrygał w Europie północno-wschodniej: dokumentacja, recepcja, przeobrażenia gatunku, Wydawnictwo Naukowe Semper, Warszawa 2003.
- Kultura muzyczna jezuitów na Śląsku i ziemi kłodzkiej (1581–1776), Wydawnictwo Naukowe Sub Lupa, Warszawa 2013.
- Danielis Sartori Musicalia Wratislaviensia, Wydawnictwo Naukowe Sub Lupa, Warszawa 2017.
- Śląska Republika Muzyki. Muzyczne imaginaria nadodrzańskich humanistów, Toruń: Wydawnictwo Uniwersytetu im. Mikołaja Kopernika 2024 (Monografie FNP).